# هالتون هولگیت
هالتون هولگیت (به انگلیسی: Halton Holegate) یک روستا و محله مدنی در بریتانیا است که در لیندسی شرقی واقع شده‌است. هالتون هولگیت ۴۷۵ نفر جمعیت دارد.